# 天主教德累斯顿-迈森教区
天主教德累斯頓-迈森教區（拉丁語：Dioecesis Dresdensis-Misnensis）是羅馬天主教在德國薩克森州設立的一個教區，受天主教柏林總教區監管。

## 現況

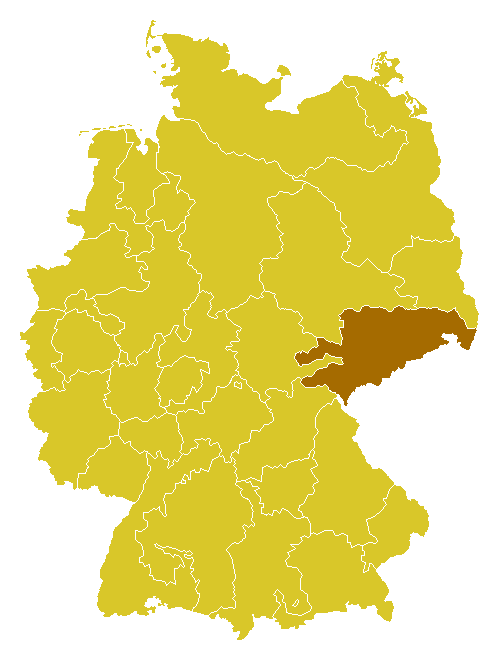
德累斯頓-迈森教區管轄範圍圖

該教區包括的面積為16,934平方千米。2011年，有教友140,436人，佔轄區總人口3.3%、97個堂區、223名司鐸、11名執事、58名修士、57名修女。現任主教為海因里希·蒂默雷费斯。

## 歷史
1921年6月24日成立迈森教區，1979年11月15日更名為德累斯頓-迈森教區，1980年，重建德累斯頓的宫廷主教座堂後，主教座堂也遷到那裡。